# 雷其達
雷其達（？—？），字穎生，中國清朝官員，江西铅山人。
雷其達為增貢。署閩縣知縣。光緒二年（1876年）任嘉義縣知縣。光緒十二年（1886年）接替劉勳擔任台灣府知府。光緒十八年（1892年），因與台灣布政使沈應奎為姻親，迴避調任福建漳州知府。